# Szlak Zabytków Techniki Województwa Śląskiego
Szlak Zabytków Techniki Województwa Śląskiego – tematyczny, samochodowy szlak turystyczny o zasięgu regionalnym, obejmujący obiekty związane z dziedzictwem przemysłowym województwa śląskiego. Tworzy go czterdzieści obiektów związanych z tradycją górniczą, hutniczą, energetyką, kolejnictwem, łącznością, włókiennictwem, produkcją wody oraz przemysłem spożywczym.
Pomysłodawcą i pierwszym realizatorem projektu był Referat Promocji Dziedzictwa Industrialnego Urzędu Marszałkowskiego Województwa Śląskiego przy pomocy Śląskiej Organizacji Turystycznej i merytorycznym wsparciu Śląskiego Centrum Dziedzictwa Kulturowego w Katowicach (obecnie dział Instytutu Myśli Polskiej im. Wojciecha Korfantego). Intencją pomysłodawców SZT było utworzenie markowego produktu turystycznego w oparciu o najważniejsze i najciekawsze pod względem walorów historycznych i architektonicznych obiekty poprzemysłowe w regionie. Dziś Szlak Zabytków Techniki to najbardziej interesująca trasa turystyki industrialnej w kraju i jako jeden z głównych markowych produktów turystycznych województwa śląskiego stanowi USP (unikalną propozycję sprzedaży) charakteryzującą region na turystycznej mapie Polski i Europy. Od lutego 2020 roku, operatorem Szlaku Zabytków Techniki zostało Muzeum Górnictwa Węglowego w Zabrzu. 4 lutego, w Łaźni Łańcuszkowej Sztolni Królowa Luiza, porozumienie w tej sprawie podpisali Jakub Chełstowski, marszałek Województwa Śląskiego oraz Bartłomiej Szewczyk, dyrektor MGW

## Etapy realizacji projektu
Oficjalne otwarcie Szlaku Zabytków Techniki województwa śląskiego nastąpiło 19 października 2006 roku, jednak prace nad przygotowaniem produktu trwały od lipca roku 2004. Przez pierwszy rok na terenie 53 obiektów województwa śląskiego związanych z historią przemysłu odbywał się audyt. W wyniku wizyt w obiektach przedstawiciele Urzędu Marszałkowskiego oraz Śląskiego Centrum Dziedzictwa Kulturowego stworzyli listę, uwzględniającą cechy turystyczne obiektów oraz ich wartość historyczną, by ostatecznie, we współpracy z władzami lokalnymi, przedstawicielami branży turystycznej oraz właścicielami obiektów, wskazać na grupę obiektów najlepiej spełniających oczekiwania co do nowego produktu turystycznego. Lista 29 obiektów tworzących Szlak Zabytków Techniki Województwa Śląskiego została ustalona mocą uchwały Zarządu Województwa Śląskiego nr 1153/268/II/2005 z dnia 21 czerwca 2005 roku. W kolejnych latach do Szlaku włączano dodatkowe obiekty: w 2007 roku dwa, w 2009 jeden, w 2010 roku 6, jednocześnie usuwając 2 (Porcelanę Śląską w Katowicach-Bogucicach oraz dworzec PKP w Rudzie Śląskiej Chebziu). Uchwałą nr 2509/157/V/2016 Zarządu Województwa Śląskiego z dnia 6 grudnia 2016 roku szlak rozszerzono o kolejne 6 obiektów, jednocześnie 3 obiektom przyznając kategorię „obiekt w zagrożeniu” (są to: Elektrociepłownia Szombierki w Bytomiu, Kolonia robotnicza „Ficinus” w Rudzie Śląskiej oraz Huta Szkła Kryształowego „Zawiercie”). 20 czerwca 2017 decyzją Zarządu Województwa Śląskiego na szlak powróciła Fabryka Porcelany w Katowicach Bogucicach (wykreślona w 2010 roku). 1 stycznia 2017 do szlaku dołączono następujące obiekty: Stary Młyn – Muzeum Dawnych Rzemiosł w Żarkach, Muzeum Śląskie w Katowicach, Wieże KWK Polska w Świętochłowicach, Osiedle patronackie KWK Dębieńsko w Czerwionce-Leszczynach, Browar Zamkowy w Cieszynie oraz Walcownia Cynku w Katowicach-Szopienicach. Ze szlaku mocą uchwały Zarządu Województwa Śląskiego poprzedzoną wykonaniem audytu usunięto 3 obiekty – EC Szombierki, Hutę Królewską w Chorzowie oraz Hutę Kryształy w Zawierciu. 21 grudnia 2022 roku uchwałą zarządu województwa śląskiego na szlak powrócił dworzec PKP w Rudzie Śląskiej Chebziu (jako Stacja Biblioteka) oraz dodano Muzeum Hutnictwa w Chorzowie. W 2023 roku Szlak Zabytków Techniki to 42 obiektów dziedzictwa poprzemysłowego w blisko 30 miejscowościach Województwa Śląskiego.
13 stycznia 2010 roku Szlak Zabytków Techniki przystąpił do sieci Europejskiego Szlaku Dziedzictwa Przemysłowego (ERIH – European Route of Industrial Heritage). Wydarzenie to sprawiło, że śląski szlak może się poszczycić faktem bycia jedynym szlakiem z Europy Środkowo-Wschodniej, wpisanym na tak prestiżową listę. Ponadto, dzięki przystąpieniu do ERIH trzy najlepsze obiekty Szlaku (Zabytkowa Kopalnia Węgla Kamiennego „Guido”, Tyskie Browarium oraz Browar w Żywcu) stały się głównymi punktami sieci (tzw. punktami kotwicznymi), a cały Szlak Zabytków Techniki jedną z trzynastu europejskich tras regionalnych. Decyzją Zarządu ERIH-a (European Route of Industrial Heritage) Sztolnia Królowa Luiza w Zabrzu została punktem kotwicznym Europejskiego Szlaku Dziedzictwa Przemysłowego. Zabrze jest zatem pierwszym miastem w Polsce reprezentowanym przez dwa punkty kotwiczne ERIH. Wcześniej wyróżniona w ten sposób została Kopalnia Guido.

## Nagrody i wyróżnienia

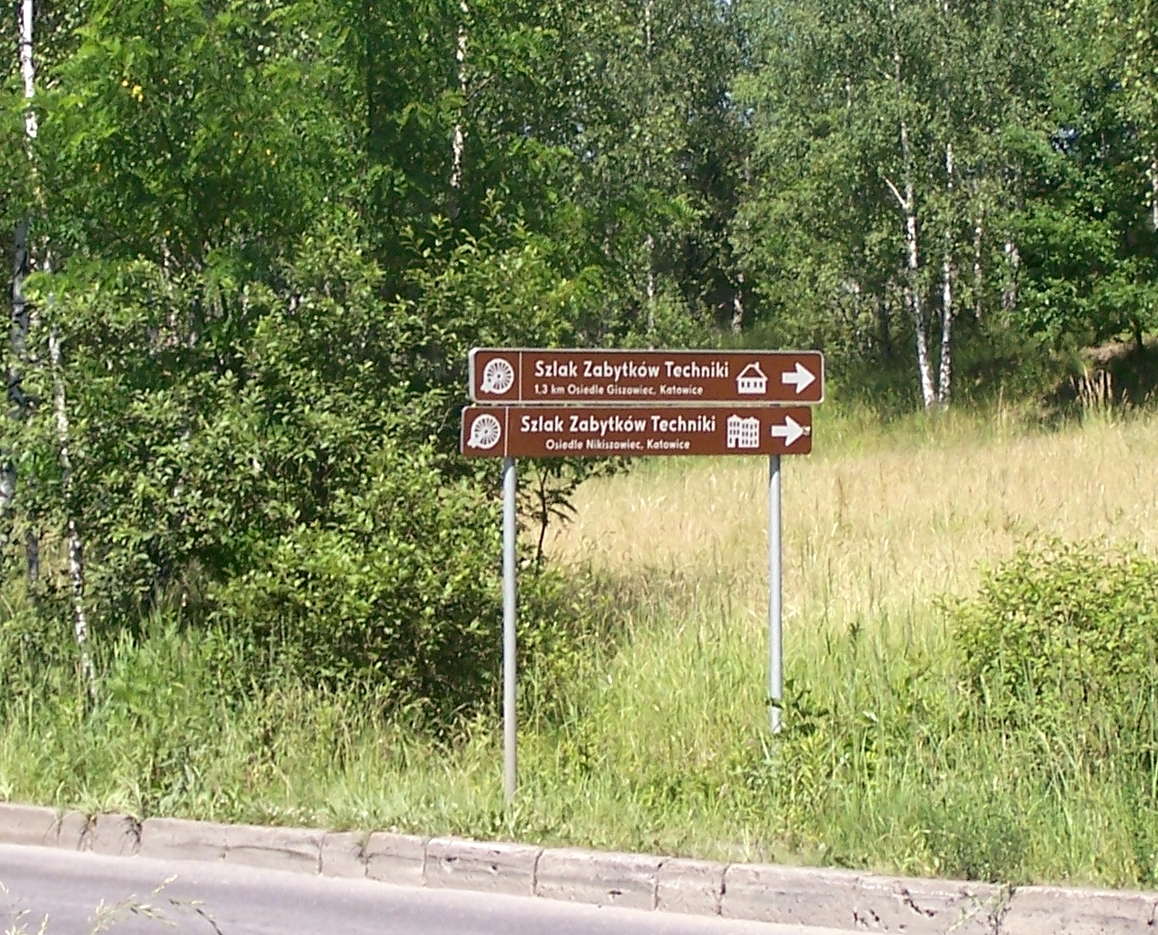
Tablice informacyjne Szlaku

- 2007 – mianowanie Szlaku Zabytków Techniki Najlepszym Produktem Turystycznym 2007 Roku (tytuł nadany przez Polską Organizację Turystyczną)
- 2008 – wyróżnienie Złotym Certyfikatem Polskiej Organizacji Turystycznej i nagroda w postaci kampanii promocyjnej za kwotę 700 tys. złotych
- 2010 – wyróżnienie Złotym Medalem na Międzynarodowych Targach Poznańskich w kategorii najlepszy produkt turystyczny. Ma ono blisko 30 – letnią tradycję i renomę. Jest swego rodzaju targowym trofeum, które pomaga w rynkowej rywalizacji. Jest symbolem walorów produktu, jego nowoczesności i innowacyjności. Firmy, które zdobyły prawo umieszczania tego znaku na swoich produktach, potwierdzają jego marketingową rangę[10].
- 2012 – Święto Szlaku Zabytków Techniki otrzymało nagrodę w konkursie kreatywnej reklamy w Polsce „Kreatura”. W 16. edycji tego konkursu wpłynęło 107 prac w 12 kategoriach. „Industriada” wyróżniona została w kategorii „event/ambient”. Wydarzenie promujące Szlak Zabytków Techniki pokonało tak znane marki jak Orlen, czy Ikea.
- 2012 – Nagroda główna 12. Międzynarodowych Targów Turystyki w Opolu dla Szlaku Zabytków Techniki Województwa Śląskiego.

## Industriada

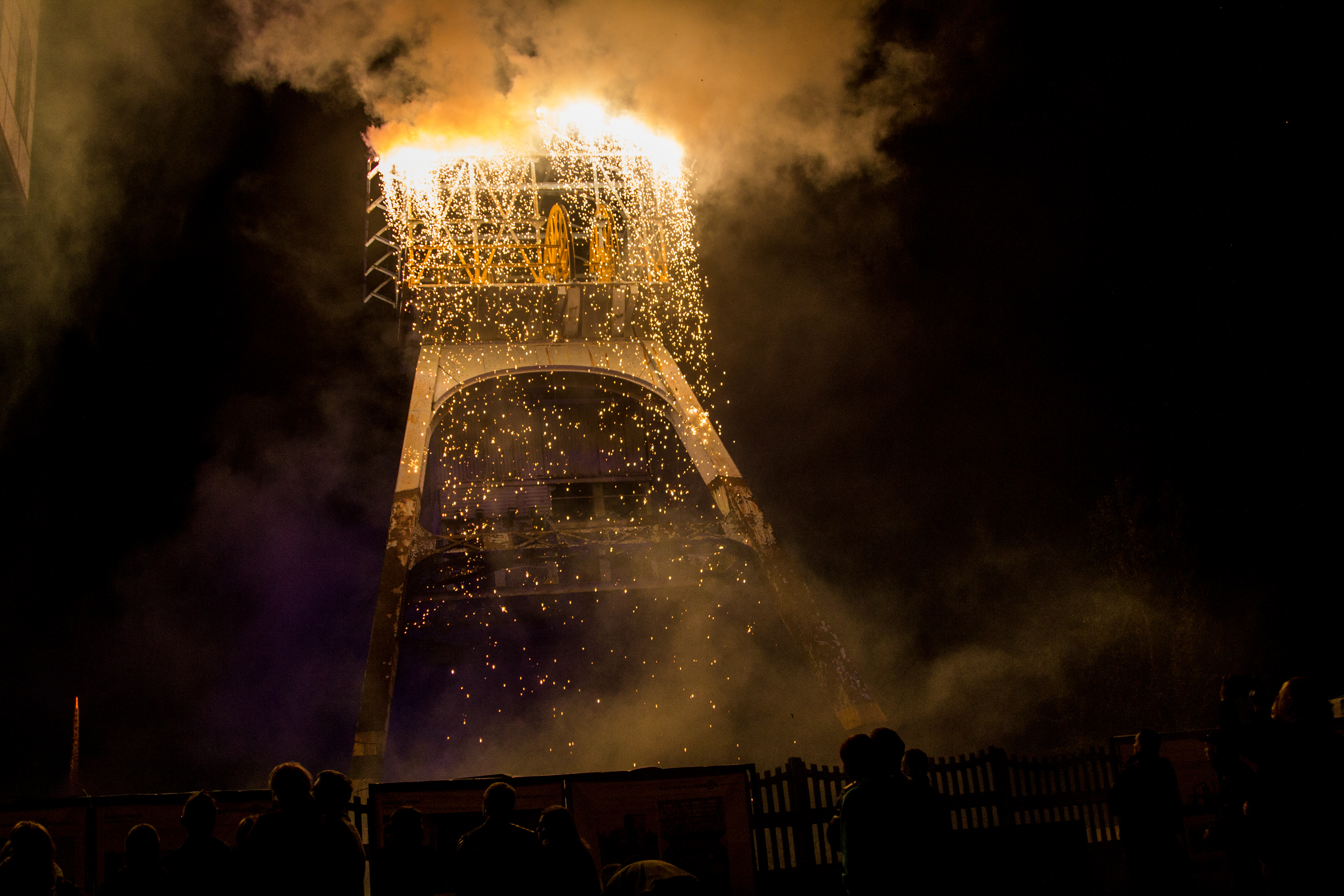
Pokaz sztucznych ogni na wieży wyciągowej KWK Polska – Industriada 2014

Od 2010 roku corocznie w czerwcu odbywa się Święto Szlaku Zabytków Techniki – Industriada. W obiektach znajdujących się na szlaku oraz (od 2013 roku) w tzw. obiektach zaprzyjaźnionych odbywają się różnego rodzaju wydarzenia: spektakle, koncerty, widowiska multimedialne, warsztaty, zwiedzania obiektów i wiele innych. Od 2015 roku imprezy odbywają się również w wieczór poprzedzający Industriadę („Rozruch maszyn”) oraz w wieczór dnia następnego („Finał”). Od roku 2012 wydarzenia industriadowe mają wspólny motyw przewodni. Były nimi: w roku 2012 – światło, w 2013 – energia. Industriada 2014 odbyła się bez tematu przewodniego. W 2015 – praca, w 2016 – legendy przemysłowe, w 2017 – w rytmie maszyn, w 2018 – industria jest kobietą, w 2019 – INDU-bal, w 2020 – natura w przemyśle, w 2021 - Technika. To Was zaskoczy!
Industriada jest jedynym tego typu wydarzeniem w Europie Środkowo-Wschodniej, drugim festiwalem przemysłowym pod względem wielkości w Europie, odbywa się w ponad 40 obiektach zabytkowych przemysłu i techniki, w około 30 miejscowościach województwa śląskiego.

## Przebieg szlaku
Obiekty Szlaku Zabytków Techniki Województwa Śląskiego (grudzień 2020):
| Nr | Zdjęcie | Obiekt                                  | Miasto               | Opis |
| -- | ------- | --------------------------------------- | -------------------- | --- |
| 1  |         | Stara Fabryka                           | Bielsko-Biała        | Dawna fabryka sukna Büttnerów. W dawnych halach przygotowalni, przędzalni, tkalni i wykończalni oglądać można między innymi ekspozycję maszyn i urządzeń związanych z przemysłem włókienniczym. |
| 2  |         | Górnośląskie Koleje Wąskotorowe         | Bytom                | Koleje wąskotorowe obsługiwały wszystkie najważniejsze zakłady przemysłowe na Górnym Śląsku. Ich łączna długość przekraczała 230 km. Trasa Górnośląskich Kolei Wąskotorowych liczy 21 km i biegnie od Bytomia przez Tarnowskie Góry do Miasteczka Śląskiego. |
| 3  |         | Muzeum Hutnictwa w Chorzowie            | Chorzów              | Muzeum Hutnictwa w Chorzowie to jeden z najnowszych obiektów nie tylko na Szlaku Zabytków Techniki Województwa Śląskiego, ale i na turystycznej mapie aglomeracji śląskiej. Jest to pierwsze w Polsce muzeum prezentujące na przykładach Huty „Kościuszko”/„Królewskiej” oraz „Batory”/„Bismarck” historię hutnictwa żelaza i stali czasów rewolucji przemysłowej. |
| 4  |         | Szyb Prezydent                          | Chorzów              | Wieża wyciągowa szybu „Prezydent” ma 42 metry wysokości, a koła linowe na jej szczycie – 5,5 metra średnicy. Na szlaku oprócz szybu znajduje się kompleks „Sztygarka” – restauracja, hotel, sala koncertowa mieszczące się w dawnych budynkach mieszkalnych sztygarów. |
| 5  |         | Muzeum Drukarstwa                       | Cieszyn              | Miejsce w którym przekonać się można jak działała drukarnia typograficzna. Cały zgromadzony sprzęt, czcionki, matryce, maszyny introligatorskie i odlewnicze, jest w pełni sprawny i stanowi jedne z najbogatszych i najlepiej zachowanych zbiorów tego typu w Polsce. |
| 6  |         | Browar Zamkowy                          | Cieszyn              | Żywe Muzeum Piwowarstwa – Browar Zamkowy, łączy dawne, piwowarskie tradycje z nowoczesnymi metodami produkcji. |
| 7  |         | Galeria Sztuki Współczesnej Elektrownia | Czeladź              | Galeria w monumentalnym budynku dawnej elektrowni kopalni Saturn. Zaprojektowany przez Józefa Piusa Dziekońskiego zachwyca nie tylko architekturą. Gigantyczne przetwornice, 8 tonowa suwnica oraz okazały generator "Wanda" nadają galerii wyjątkowego charakteru. |
| 8  |         | Familoki w Czerwionce                   | Czerwionka-Leszczyny | Osiedle robotnicze wybudowane dla pracowników kopalni „Dębieńsko” powstałe w latach 1899–1916. Jeden z najlepiej zachowanych układów urbanistycznych osiedla robotniczego z pierwszej połowy XX w. To całościowy kompleks, obejmujący zabudowę mieszkalną, gospodarczą i infrastrukturę zieloną. |
| 9  |         | Muzeum Górnictwa Rud Żelaza             | Częstochowa          | Miejsce, gdzie żywe jest wspomnienie o największym wydobyciu rud żelaza w Polsce. Setki eksponatów umieszczone w malowniczym punkcie Parku im. Stanisława Staszica prezentują historię i rozwój górnictwa rudnego, w tym oryginalne maszyny i urządzenia. |
| 10 |         | Muzeum Historii Kolei                   | Częstochowa          | Muzeum znajduje się w budynku stacji kolejowej Częstochowa Stradom. W muzeum znajdują się liczne eksponaty związane kolejnictwem. Dla zwiedzających dostępny jest symulator pojazdu trakcyjnego. |
| 11 |         | Muzeum Produkcji Zapałek                | Częstochowa          | Jedyne czynne Muzeum Zapałek w Europie i jednocześnie najstarsza taka fabryka w Polsce. Osoby odwiedzające muzeum mogą obejrzeć zabytkowy park maszynowy oraz prześledzić cały cykl produkcyjny od korowania drewna przez wytwarzanie patyczków po pakowanie zapałek do pudełek. |
| 12 |         | Kopalnia Ćwiczebna Sztygarka            | Dąbrowa Górnicza     | Podziemna trasa turystyczna o długości wyrobisk 800 m, wybudowana w 1927 jako kopalnia ćwiczebna dla zawodowej szkoły technicznej. Kopalnia miała zaznajamiać uczniów z różnorodnymi urządzeniami górniczymi, umożliwiać przeprowadzanie zdjęć geologicznych, dokonywanie pomiarów z zakresu wentylacji i miernictwa podziemnego. |
| 13 |         | Muzeum Techniki Sanitarnej              | Gliwice              | Muzeum zlokalizowane w stylowym budynku przepompowni ścieków z 1911 roku, przedstawia historię kanalizacji miasta, jak i historię dbania o higienę i gospodarkę wodno-ściekową. |
| 14 |         | Oddział Odlewnictwa Artystycznego       | Gliwice              | Oddział Muzeum w Gliwicach prezentujący wyroby Królewskiej Odlewni Żeliwa w Gliwicach. Mieści się w zabudowaniach dawnej kopalni „Gliwice”, zbudowanych w latach 1912–1914 według projektu Georga i Emila Zillmannów. |
| 15 |         | Radiostacja Gliwice                     | Gliwice              | Zabudowania radiostacji gliwickiej wraz z drewnianym masztem antenowym z 1935 roku stanowią Oddział Muzeum w Gliwicach. W budynkach mieści się ekspozycja oryginalnych urządzeń związanych z techniką radiową. |
| 16 |         | Stacja Wodociągowa Zawada               | Karchowice           | Pod koniec XIX wieku w Karchowicach powstała stacja wodociągowa. Ekspozycja umieszczona w zabytkowych zabudowaniach składa się z oryginalnych maszyn i urządzeń. |
| 17 |         | Galeria Szyb Wilson                     | Katowice             | Dawna cechownia i łaźnia kopalni Giesche, wybudowana w 1918 roku według projektu Georga i Emila Zillmannów. Największa prywatna galeria sztuki w Polsce, w której pamięć o ciężkiej pracy przenika się ze światem artystycznym. Odbywa się tu festiwal Sztuki Naiwnej – Art Naif Festiwal. |
| 18 |         | Osiedle Giszowiec                       | Katowice             | Unikatowe, samowystarczalne osiedle robotnicze, wzorowane na idei miasta ogrodu i regionalnym budownictwie. Zaprojektowane przez Georga i Emila Zillmanów, uratowane przed wyburzeniem. |
| 19 |         | Osiedle Nikiszowiec                     | Katowice             | Osiedle robotnicze dla pracowników kopalni Giesche wybudowane w latach 1908–1919 według projektu Georga i Emila Zillmanów. Wizytówka i symbol Katowic – ciągle żywa historia robotniczych tradycji. |
| 20 |         | Muzeum Śląskie                          | Katowice             | Zlokalizowane na terenach dawnej kopalni „Katowice” (pierwotnie „Ferdynand”) z zachowaną autentyczna pokopalnianą zabudową. |
| 21 |         | Muzeum Hutnictwa Cynku – Walcownia      | Katowice             | Zachowany jedyny w Polsce zabytkowy ciąg technologiczny do wytwarzania i walcowania blach cynkowych. Znajdziemy tutaj między innymi piece do topienia surowca, tzw. karuzelę urządzenia do walcowania czy nożyce do cięcia blach. Rozmiary hali w której znajduje się muzeum wynoszą: 91 metrów długości, 20 metrów szerokości, ponad 5 metrów wysokości. |
| 22 |         | Fabryka Porcelany                       | Katowice             | "Giesche" Fabryka Porcelany SA powstała w 1923 w Bogucicach. |
| 23 |         | Muzeum Energetyki                       | Łaziska Górne        | Muzeum Energetyki ulokowane jest w budynku dawnej rozdzielni 60 kV z 1928 r., gdzie znajduje się bogata ekspozycja maszyn i urządzeń wykorzystywanych w energetyce, liczników, a także dokumentów i fotografii ilustrujących historię elektrowni i energetyki. Ciekawym eksponatem jest kombinezon ochronny wykonany przy użyciu srebrnych nici. Człowiek w takim skafandrze jest w stanie wytrzymać „uderzenie” nawet kilkuset tysięcy wolt. |
| 24 |         | Centralne Muzeum Pożarnictwa            | Mysłowice            | Wyjątkowe miejsce w skali Polski i Europy, w którym zostało zebrane ponad 4000 pamiątek będących świadectwem bohaterstwa kilku pokoleń walczących z żywiołem. |
| 25 |         | Muzeum Prasy Śląskiej                   | Pszczyna             | Muzeum założone w 1985 roku przez Towarzystwo Miłośników Ziemi Pszczyńskiej prezentuje eksponaty związane z drukarstwem i historią prasy śląskiej. |
| 26 |         | Muzeum Chleba, Szkoły i Ciekawostek     | Radzionków           | Znajdują się tu zbiory maszyn, urządzeń, naczyń, zdjęć, pocztówek i wiele innych eksponatów związanych z historią chleba. Przechowywane są również tzw. pieniądze chlebowe, które w czasach kryzysu pozwalały wyłącznie na zakup chleba. Zwiedzający mogą nie tylko obejrzeć ekspozycję, ale również własnoręcznie uformować i upiec pieczywo. |
| 27 |         | Kolonia robotnicza Ficinus              | Ruda Śląska          | Osiedle robotnicze wybudowane w latach 1860–1867 dla pracowników kopalni „Błogosławieństwo Boże”, jako połączenie miasta i wsi położone pomiędzy polami uprawnymi. W 1995 roku rozpoczęła się jego rewitalizacja. |
| 28 |         | Stacja Biblioteka                       | Ruda Śląska          | Stacja Biblioteka znajduje się w budynku historycznego dworca Ruda Śląska Chebzie. W wyniku adaptacji funkcjonalnej i architektonicznej powstał obiekt emblematyczny o szczególnych walorach kulturowych. |
| 29 |         | Zabytkowa Stacja Kolejki Wąskotorowej   | Rudy                 | Stacja Kolejki Wąskotorowej, położona nieopodal Parku Krajobrazowego Cysterskie Kompozycje Rud Wielkich. Dla turystów udostępniono dwie widokowe trasy: Rudy – Rybnik Stodoły – Rudy bądź Rudy – Stanica – Rudy oraz zabytkowy tabor wraz z budynkami. |
| 30 |         | Zabytkowa Kopalnia Ignacy               | Rybnik               | Zabudowania dawnej kopalni „Hoym” uruchomionej w 1792 roku. W maszynowni szybu „Głowacki” znajduje się unikatowa parowa maszyna wyciągowa z 1900 roku. "Ignacy" nie jest typowym obiektem muzealnym ani skansenem górniczym, lecz miejscem przeznaczonym pod szeroko pojętą działalność kulturalną. |
| 31 |         | Park Tradycji                           | Siemianowice Śląskie | Obiekt poprzemysłowy, który pełni obecnie funkcję instytucji kultury, powstały w wyniku renowacji budynku maszynowni i szybu wyciągowego kopalni „Michał” oraz przyległego terenu w siemianowickiej dzielnicy Michałkowice. Wyeksponowana została m.in. parowa maszyna wyciągowa z roku 1905. Tuż obok maszyny znajduje się wystawa lamp górniczych, tzw. „karbidek”, z różnych okresów i wielu części Europy. |
| 32 |         | Wieże KWK Polska                        | Świętochłowice       | Wieże szybowe: jedna o konstrukcji basztowej, druga typu kozłowego są pozostałością po dawnej kopalni „Deutschland” (od 1937 „Polska”), której początki sięgają lat 1870–1873. |
| 33 |         | Sztolnia Czarnego Pstrąga               | Tarnowskie Góry      | Usytuowana w Parku Repeckim najstarsza sztolnia w Polsce, w której łodziami można przemierzyć 600-metrowy odcinek pomiędzy szybami Ewa i Sylwester. |
| 34 |         | Zabytkowa Kopalnia Srebra *             | Tarnowskie Góry      | Labirynt korytarzy, z których najniższy fragment ma wysokość ok. 140 cm, to pozostałość po działającej do 1913 r. królewskiej kopalni kruszców Fryderyk. Zwiedzający poznają tylko niewielką część potężnego kompleksu, który powstawał od 1784 r. Szlak dla turystów liczy 1740 m i łączy ze sobą trzy dawne szyby górnicze: Anioł, Żmija i Szczęść Boże. Można zapoznać się tu m.in. z metodami wydobycia metali oraz odwadniania podziemi. |
| 35 |         | Muzeum Tyskich Browarów Książęcych *    | Tychy                | Muzeum Tyskich Browarów Książęcych oferuje zwiedzającym ekspozycje, multimedialne pokazy, zwiedzanie zarówno współczesnej linii produkcyjnej, jak i zabytkowej z zachowanymi elementami technicznej infrastruktury do produkcji piwa. |
| 36 |         | Browar Obywatelski                      | Tychy                | Założony w 1898 należał do spółki piwowarskiej „Brieger Aktien Brauerei Gesellschaft”. Na terenie Browaru pośród jego XIX murów została przygotowana ścieżka dydaktyczna, podążając którą, goście mogą zapoznać się z historią miejsca, jak i funkcjami poszczególnych budynków. |
| 37 |         | Muzeum Ustrońskie                       | Ustroń               | Zlokalizowane w dawnym budynku huty „Klemens” (czynnej w latach 1772–1897). Znajdują się w niej zabytkowe eksponaty związane z hutnictwem i kuźnictwem, oraz skansen przemysłowy i rolniczy. |
| 38 |         | Sztolnia Królowa Luiza *                | Zabrze               | Sztolnia Królowej Luizy to kompleks muzealny składający się z części nadziemnej i podziemnej: kopalni „Królowa Luiza” oraz Głównej Kluczowej Sztolni Dziedzicznej. Na powierzchni znajdują się dawne budynki, w których mieścił się sprzęt i rozwiązania techniczne niezbędne do wydobywania węgla. Tuż obok znajduje się Park Techniki Wojskowej, gdzie można obejrzeć wojskowy sprzęt, w tym czołg T-72. Trasa Wodna w Sztolni Królowa Luiza to 1100 podziemnego spływu łodziami. |
| 39 |         | Szyb Maciej *                           | Zabrze               | Szyb Maciej to zespół obiektów dawnej Kopalni „Concordia”, później „Pstrowski” w Zabrzu-Maciejowie, które przekształca szyb w studnię głębinową, a budynki, urządzenia i wyposażenie po transformacji pełnią nowe funkcje społeczne, kulturowe i gospodarcze. Szyb dawnej kopalni „Concordia” wybudowany w latach 20. XX wieku. Oprócz wieży wyciągowej w zespole szybu zachował się budynek nadszybia, maszynownia i stacja wody. |
| 40 |         | Kopalnia Guido *                        | Zabrze               | Zwiedzanie Kopalni Guido możliwe jest na dwóch poziomach 170, 320 i podpoziomie 355. Podczas zwiedzania można zobaczyć jak działa elektryczna maszyna wyciągowa z 1927 roku, zjechać do podziemi szolą (windą) górniczą. Trasy obejmują podziemne wyrobiska z czasów prowadzenia eksploatacji na Kopalni „Guido”. Prezentowane są podziemne stajnie, kaplica św. Barbary, która znajduje się 170 metrów pod powierzchnią ziemi, czy pracujące maszyny górnicze. Wycieczka na Guido to również przejazd podwieszaną kolejką elektryczną, czy spotkanie w podziemnym pubie położonym 320 metrów pod ziemią. |
| 41 |         | Stary Młyn – Muzeum Dawnych Rzemiosł    | Żarki                | Siedzibą placówki jest stary młyn elektryczny. W muzeum na parterze prezentowane jest oryginalne wyposażenie młyna. Na piętrze znajdują się eksponaty, wzbogacone multimedialnymi prezentacjami, pokazujące rzemiosła od wieków obecne w Żarkach: szewstwo, bednarstwo i kołodziejstwo. |
| 42 |         | Muzeum Browaru Żywiec *                 | Żywiec               | W zabudowaniach Arcyksiążęcego Browaru z 1856 roku przedstawione są urządzenia i eksponaty związane z produkcją piwa i historią browaru. Muzeum składa się z 18 sal o łącznej powierzchni ok. 1600 m², całość ekspozycji uatrakcyjniają elementy multimedialne. |

Znakiem * oznaczono tzw. Gwiazdy Techniki, czyli wybrane obiekty Szlaku, wyjątkowe pod względem wartości historycznych i zabytkowych oraz jednocześnie gwarantujące zwiedzającym najwyższą jakość i różnorodność usług.